# Krzysztof Pełech

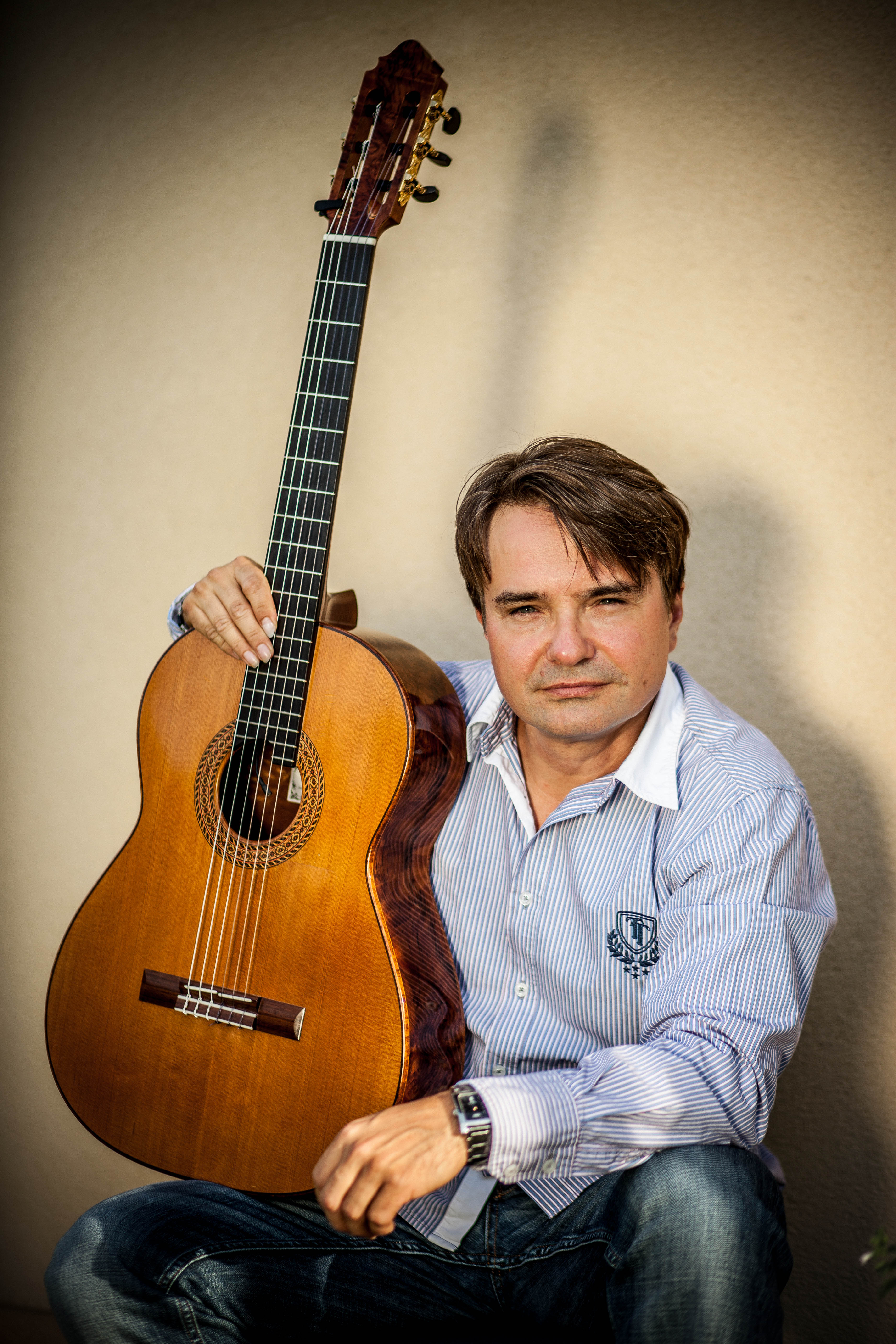
Krzysztof Pełech gitarzysta klasyczny

Krzysztof Pełech (ur. 21 maja 1970 we Wrocławiu) – polski gitarzysta klasyczny, wykładowca Akademii Muzycznej w Bydgoszczy.

## Życiorys
Naukę muzyki rozpoczął w dwunastym roku życia. Stypendysta Krajowego Funduszu na rzecz Dzieci. W 1995 ukończył z wyróżnieniem Akademię Muzyczną im. Karola Lipińskiego we Wrocławiu, gdzie studiował pod kierunkiem profesora Piotra Zaleskiego. W roku akademickim 1992/1993 studiował u profesora Gordona Crosskeya w Royal Northern College of Music w Manchesterze. Doskonalił swoje umiejętności pod okiem takich osób jak: Edmund Jurkowski, Roberto Aussel, Costas Cotsiolis, Joseph Urshalmi. W latach 1995–2000 był wykładowcą Akademii Muzycznej we Wrocławiu. Od października 2005 Krzysztof Pełech prowadzi klasę gitary w Akademii Muzycznej w Bydgoszczy, gdzie obronił także doktorat.

## Kariera
Krzysztof Pełech wykonuje średnio około sześćdziesięciu koncertów rocznie (recitale, koncerty kameralne a także w charakterze solisty z towarzyszeniem orkiestr). Koncertował niemal we wszystkich krajach europejskich, w Wielkiej Brytanii, Szkocji, USA, Meksyku, Brazylii, Argentynie, Chile, Południowej Afryce, a także w Egipcie, Turcji, Tunezji, Indonezji, Malezji, Tajlandii, Singapurze i Zjednoczonych Emiratach Arabskich.
Uczestniczył w 21 konkursach krajowych i międzynarodowych, spośród których był laureatem 16, m.in.:
- 1986 – I nagroda w Ogólnopolskim Konkursie Muzyki Hiszpańskiej i Latynoamerykańskiej w Krakowie
- 1989 – medal w Konkursie "Marii Canals" w Barcelonie (Hiszpania)
- 1990 – I nagroda w Konkursie "Rene Bartoli" w Salon de Provence (Francja)
- 1991 – II nagroda w Panafrykańskim Konkursie "Grand Prix International" w Lomé (Togo)
- 1991 – I nagroda w Konkursie w Villa de Laredo (Hiszpania)
- 1992 – I nagroda w Konkursie im. Aleksandra Tansmana w Carpentras (Francja)
- 1994 – II nagroda na "Great Classical Guitar Festival and Competition" w Oberlin (USA)

Krzysztof Pełech uczestniczył wielokrotnie w prestiżowych festiwalach muzycznych o międzynarodowym zasięgu. Jest zapraszany do współpracy z wybitnymi kompozytorami i gitarzystami. Regularnie koncertuje z Jorge Morelem, który zadedykował mu jedną ze swoich kompozycji. Wspólnie z Jorge Cardoso wykonywał "Suite Indiana" na dwie gitary i orkiestrę kameralną. Występuje także z Tommym Emmanuelem i z zespołem Joscho Stephana. Krzysztof Pełech dokonał wielu rejestracji dla radia (m.in. Polskie Radio, BBC) i telewizji (TVP2, TVP Polonia, TVP Kultura).
W ankiecie "Gitarowy Top" ogłoszonej przez fachowy magazyn muzyczny "Gitara i Bas" Pełech został trzykrotnie wybrany najlepszym polskim gitarzystą klasycznym.
Jest jednym z pomysłodawców i dyrektorem artystycznym odbywającego się od 1998 Wrocławskiego Festiwalu Gitarowego Gitara+, a także inicjatorem i szefem artystycznym Letniego Kursu Gitary w Krzyżowej, zwanego też festiwalem. Krzysztof Pełech jest twórcą i współzałożycielem Wrocławskiego Towarzystwa Gitarowego.
Współpracował z czołowymi orkiestrami (m.in. "Amadeus", "Leopoldinum", "Capella Cracoviensis", "Capella Bydgostiensis", "Wratislavia", WOSPR, Orkiestra Filharmonii Narodowej, Polska Orkiestra Kameralna, Istanbul Delvet Senfoni Orkestra, Orquestra Sinfonica do Parana - Curitiba, Wirtuozi Lwowa, Morawska Filharmonia) wykonując wielokrotnie m.in.: Koncerty Antonia Vivaldiego, Concierto de Aranjuez Joaquina Rodrigo, Koncert na gitarę i orkiestrę kameralną Heitora Villi - Lobosa, Conierto Antico Richarda Harveya i Fantasie de la Danza - Jorge Morela. Krzysztof Pełech koncertował także dwukrotnie w Filharmonii Berlińskiej z "Berlińską Orkiestrą Festiwalową".

## Dyskografia
Artysta ma w swoim repertuarze 21 koncertów z towarzyszeniem orkiestry symfonicznej i kameralnej a repertuar solowy obejmuje kompozycje różnych epok (m.in. J.S. Bach, D.Scarlatti, M. Giuliani, F. Tarrega, F. Sor, M.M. Ponce, I. Albeniz, R. Dyens, A. Tansman) a także utwory pochodzące z Ameryki Południowej (A. Piazzolla, J. Morel, J. Cardoso, C. Guastavino, S. Assad, J. Zenamon).
Dotychczas nagrał 16 płyt w Polsce, Anglii, Czechach, Niemczech i Stanach Zjednoczonych. Debiutancki album Dua Guitarinet, nagrany dla firmy Dux, pozyskał znakomite recenzje w światowej prasie muzycznej oraz został nominowany do nagrody Fryderyk 2000.
Wybrana dyskografia:
- Krzysztof Pełech (1992)
- Krzysztof Pełech plays Jorge Morel (1993)
- Jorge Morel - Guitar Concertos (1996)
- Milonga Del Angel – Live in Prague (1996)
- Krzysztof Pełech & Grzegorz Olkiewicz & Stanisław Skoczyński (1996)
- Krzysztof Pełech & Jarema Klich (1996)
- Odwieczne pieśni (1997)
- Duo Guitarinet (1999)
- Kris & Yarema Duo (2003)
- 10th Anniversary Album Duo Guitarinet (2006)
- Classical Guitar (2007)
- Concierto de Aranjuez (2011)

Krzysztof Pełech gra na strunach D'Addario EXP 44 i gitarach Johna Price’a i Zbigniewa Gatka.